# Bianca Gommans
Bianca Gommans est une joueuse néerlandaise de volley-ball née le 28 mars 1988. Elle mesure 1,83 m et joue au poste de réceptionneuse-attaquante. 

## Clubs
| Club                    | De        | À         |
| ----------------------- | --------- | --------- |
| Gemini-Kangeroes        | 1999-2000 | 2002-2003 |
| Rijnmond Volleybal      | 2003-2004 | 2007-2008 |
| Longa '59 Lichtenvoorde | 2008-2009 | 2008-2009 |
| VV Alterno              | 2009-2010 | 2010-2011 |
| Sliedrecht Sport        | 2011-2012 | 2013-2014 |
| VDK Gent Dames          | 2014-2015 | 2014-2015 |
| Istres OPVB             | 2015-2016 | 2015-2016 |
| VV Utrecht              | 2018-2019 | …         |

## Palmarès
- Championnat des Pays-Bas
  - Vainqueur : 2012, 2013.
  - Finaliste : 2014.
- Coupe des Pays-Bas
  - Vainqueur : 2012.
  - Finaliste : 2010.
- Supercoupe des Pays-Bas
  - Vainqueur : 2013.
  - Finaliste : 2009, 2010, 2012.
- Coupe de Belgique
  - Finaliste : 2015.